# Narmerova palice

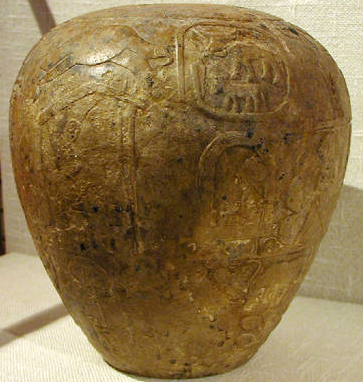
Narmerova palice

 Narmerova palice je staroegyptská kamenná palice ozdobená dekorativními výjevy. Byla nalezena při vykopávkách v Kom al-Ahmar, na místě Hierakonpole (staroegytsky Nechen). Zachovala se nám v lepším stavu než palice krále Štíra, která byla v tomto místě také nalezena. Je datována do období panování panovníka Narmera, jehož serech je na této palici vyryt. Dnes se nachází v Ashmolean Museum v Oxfordu.

## Popis výjevu
Na Narmerově palici je výjev znázorňující panovníka v obřadním šatu, s červenou korunou na hlavě (koruna Horního Egypta) a pravděpodobně cepem v rukou. Panovník sedí na trůnu, který se nachází v otevřeném pavilonu na vyvýšeném místě, ke kterému vede 9 schodů. Pod schody jsou pravděpodobně dvě postavy držící slunečníky. Nad pavilonem je pravděpodobně baldachýn, nad nímž se vznáší s roztaženými křídly sup představující božstvo Nechbet.
Před panovníkem sedí v nosítkách nějaký člověk, za nímž stojí tři vousatí muži. Před a pravděpodobně za těmito postavami jsou znázorněny vždy tři znaky ve tvaru písmene C. Za nimi je ještě jedna postava, která klečí a má za zády svázané ruce. Pod těmito muži jsou zvířata (pravděpodobně kráva a koza) se znaky pro čísla. Nad postavou v nosítkách je v ohradě znázorněna kráva a tele. Nad vousatými muži jsou znázorněni pravděpodobně čtyři nosiči standart, stejně jako na Narmerově paletě.
Za panovníkem, ve spodní části palice, se nachází obraz Narmerova nosiče sandálů s růžicí u hlavy (pravděpodobně jeho jméno) a za ním je ještě jedna postava držící v rukou dlouhou tyč. Nad částí s nosičem sandálů jsou další tři postavy. První je dlouhovlasá a podobá se postavě nacházející se před Narmerem na přední straně Narmerovy palety. Za touto postavou jsou další dvě s dlouhými tyčemi v rukou. Nad nimi, za panovníkovým pavilonem, je zachycen serech krále Narmera.
Na poslední části Narmerovy palice je dole znázorněna ohrada se třemi antilopami a nad nimi je část stavby (svatyně), na jejíž střeše stojí volavka.

## Vysvětlení výjevu
Scéna na Narmerově palici může znázorňovat vítězství krále Narmera nad nepřáteli (vousatí mužové, možná Asijci). Zvířata pod nimi by byla ukořistěna při vojenském tažení a znaky pro čísla by udávala jejich počet. Znaky ve tvaru písmene C pak mohou představovat dvě řady mohyl, mezi kterými byli zajatci pravděpodobně předváděni před panovníka.
Další možností výkladu je, že scéna ukazuje Narmerovu slavnost heb-sed nebo manželství s královnou Neithotep. Postava sedící před panovníkem by byla princezna, kráva a tele nad ní by představoval Nom nebo bohyni Hathor s jejím synem Horem. Zvířata pod vousatými muži by byla královniným věnem. Ohrada s antilopami může představovat město Bútó, kde se události mohly konat.